# Damien Echols
Damien Echols, född Michael Wayne Hutchison den 11 december 1974, var en av tre ungdomar som den 19 mars 1994 dömdes för mord i ett rättsfall som väckte stort uppseende. Han var 18 år vid tiden för brottet, dömdes till döden året därpå och frigavs som 36-årig efter att ny teknik kastat tvivel över den ursprungliga domen.

## Dömda
De tre dömda var mellan 16 och 18 år. Trots att det saknades fysiska bevis dömdes de tre tonåringarna till livstids fängelse respektive dödsstraff. Fjorton år efter morden har det kommit nya bevis som pekar ut en helt annan person. Flera kända personer såsom Eddie Vedder, Disturbed, Marilyn Manson och Johnny Depp har kämpat för att få de tre dömda fria. I augusti 2011 frigavs alla tre utan någon rättslig omprövning utan de tre dömda kunde omedelbart friges efter att ha erkänt sig skyldiga till morden de säger sig vara oskyldiga till..

## Äktenskap
Damien Echols och Lorri Davis träffades första gången 1996. De gifte sig sedan 1999 i Buddhistisk ceremoni på Tucker Maximum Security Unit i Tucker, Arkansas, USA. Lorri Davis jobbade heltid med rättsfallet i över 12 år, där målet var att få Echols släppt ur fängelset. Hon samlade in pengar till den fond som skapats till hjälp för West Memphis Three frigivning och ordnade med DNA-tester. Damien Echols och Lorri Davis lever idag tillsammans i New York.

## Rättsprocess
I maj 1993 påträffas liken efter tre försvunna åttaåriga pojkar i ett område som lokalt är känt som Robin Hood Hills. Efter att ha blivit intervjuad i timmar erkänner en lätt förståndshandikappad tonåring brottet den 3 juni. Han säger då att de var han själv, Damien Echols och en tredje tonåring som utfört det. De tre greps och fördes till ett häkte i närheten. De blev senare kända som West Memphis Three.
Den 19 mars 1994 dömde en delstatlig domstol i Arkansas Echols till döden för morden på de tre pojkarna. I april 1996 skickade Lorri Davis sitt första brev till Echols. Senare samma år hade Paradise Lost: The Child Murders at Robin Hood Hills premiär på HBO. Filmen skapade ett internationellt intresse för fallet och människor börjar tvivla på de tre ungdomarnas skuld. I december 1996 avslog högsta domstolen i Arkansas Echols resningsansökan.
Två år senare kontaktade Eddie Vedder Echols advokat om önskemål att stötta hans försvar. I december 1999 vigdes Echols och Lorri Davis i en buddhistisk ceremoni på Tucker Maximum Security Unit i Tucker i Arkansas.
I maj 2000 ordnade Eddie Vedder och Nicole Vandenberg ett möte i Seattle tillsammans med juridiska representanter för de tre dömda samt experter inom juridik. Senare samma år kontaktas Davis av Johnny Depp och de diskuterar hur han kan hjälpa till. Året därpå erbjuder även Henry Rollins sitt stöd för att åstadkomma frigivning. 
År 2002 publicerade den grävande reportern Mara Leveritt på Arkansas Times boken Devil's Knot: The True Story of the West Memphis Three, som blev filmad 2013. År 2005 donerade Fran Walsh och Peter Jackson pengar till försvarsfonden. 
I november 2007 meddelades det att man inte funnit DNA från någon av de dömda på brottsplatsen. Däremot hade man funnit DNA från Terry Hobbs, den mördade Stevie Branchs styvfar. I november 2010 beslutar Högsta domstolen att tillåta förhör om den nya DNA-bevisningen som kommit fram och även utreda eventuella tjänstefel från ursprungsrättegången.
Den 19 augusti 2011 godtog de tre en så kallad Alford plea, en juridisk uppgörelse vari de får behålla sin rätt att betraktas oskyldiga men av formella skäl erkänner de sig skyldiga i syfte att avsäga sig rätten för att kunna stämma staten på ett skadestånd uppskattat till omkring 60 miljoner dollar för felaktigt fängslande. Med denna uppgörelse ansågs deras straff, med strafftid 18 år och 72 dagar, som avtjänade. De släpptes omgående.
År 2012 publicerade Echols sina memoarer över sin tid i fängelset, Life After Death. Den svenska översättningen har titeln Dödsdömd.

## Dokumentärfilmer
| Namn                                                 | Årtal | Produktion             |
| ---------------------------------------------------- | ----- | ---------------------- |
| Paradise Lost: The Child Murders at Robin Hood Hills | 1996  | HBO                    |
| Paradise Lost: Revelations                           | 2000  | HBO                    |
| Paradise Lost: Purgatory                             | 2011  | HBO                    |
| West of Memphis                                      | 2012  | Sony Pictures Classics |